# Lucia (sång)
Lucia, med inledningsorden "Himlen hänger stjärnsvart", är en svensk Luciasång. 
Texten är skriven av K.G. Ossiannilsson 1902 och publicerad i Samlade dikter, del 5., 1907. Dikten består av sju strofer.
Musiken är av Sven Körling och publicerad i sångsamlingen "Dikt och ton" 1934. Körling tonsatte endast de två första stroferna och gjorde också vissa ändringar i texten. Ossiannilsson skriver bland annat i originalet "Himlen hänger järnsvart". Körling har dessutom bytt fler ord: kolmörkt mot beckmörkt, kring mot till, stojande mot jublande, de mot och, samt sjunga mot jubla.
Vid en tävling 1992 i "Lärarnas tidning", där det gällde att få fram de mest omtyckta sångerna i skolan, placerade sig "Himlen hänger stjärnsvart" på sjätte plats.